# BBC-jeva športna osebnost leta - nagrada Helen Rollason
BBC-jeva športna osebnost leta - nagrada Helen Rollason je nagrada, ki jo vsako leto decembra podelijo v sklopu ceremonije BBC-jeva športna osebnost leta. Nagrado se podeljuje »za izjemne dosežke v nesrečnih okoliščinah«, dobitnika izbere BBC Sport. Nagrada se imenuje po BBC-jevi športni novinarki Helen Rollason, ki je umrla avgusta 1999 pri triinštirideset letih, potem ko je zbolela za rakom debelega črevesja in danke in za njim bolehala dve leti. Helen Rollason je bila prva ženska voditeljica oddaje Grandstand. Potem ko so ji zdravniki diagnosticirali raka, je pomagala pri pridobitvi preko pet milijonov funtov, s katerimi so ustanovili krilo za bolnike z rakom v Bolnišnici North Middlesex, kjer je tudi prejela večino svojega zdravljenja.
Prvi dobitnik nagrade je leta 1999 postala trenerka konj Jenny Pitman. Odtlej je nagrado prejelo še enajst dobitnikov, od katerih je bilo deset dobitnikov britanske narodnosti. Edini nebritanski dobitnik nagrade je bil južnoafriški paraolimpijski šprinter Oscar Pistorius, ki je nagrado osvojil leta 2007. Trije dobitniki doslej niso bili poklicni športniki: atletinja Jane Tomlinson (2002), športni obraz Kirsty Howard (2004) in major Phil Packer (2009). Michael Watson, ki je nagrado prejel leta 2003, je bil zelo uspešen boksar, ki je v dvoboju za svetovni naslov proti Chrisu Eubanku utrpel poškodbe, ki so ga skoraj prikovale na invalidski voziček. Nagrada mu je pripadla predvsem zato, ker je dokončal Londonski maraton, četudi je za to potreboval šest dni. Dobitnik nagrade leta 2005 je postal bivši nogometaš Geoff Thomas, ki je zbiral denar, tako da je prekolesaril 3540 kilometrov kolesarske dirke Tour de France 2005 v enakem številu dni, kot so jih za celotno progo potrebovali profesionalci. Nagrado je leta 2006 posmrtno prejel igralec snookerja Paul Hunter, ki je umrl za malignim nevroendokrinim tumorjem. Nagrado je v njegovem imenu sprejela žena Lindsey. Nazadnje je nagrado dobil sir Frank Williams, ustanovitelj F1 moštva Williams.

## Dobitniki
| Leto | Narodnost    | Dobitnik            | Šport(i)      | Utemeljitev |        |
| ---- | ------------ | ------------------- | ------------- | --- | ------ |
| 1999 | Anglija      | Jenny Pitman        | konjske dirke | za »eno največjih trenerk konjskih dirk«, ki se je leta 1999 upokojila zgodaj zaradi raka ščitnice. | [ 12 ] |
| 2000 | Wales        | Tanni Grey-Thompson | atletika      | za osvojeno »zlato kolajno na 100, 200, 400 in 800 m« na Poletnih paraolimpijskih igrah 2000. | [ 14 ] |
| 2001 | Anglija      | Ellen MacArthur     | jadranje      | za svoj pogum pri podvigu, s katerim je postala prva ženska, ki je obplula planet. | [ 16 ] |
| 2002 | Anglija      | Jane Tomlinson      | —[o 1]        | za dokončanje »Londonskega maratona, triatlona in teka Great North Run« in zbiranje sredstev za raziskave raka, potem ko je zbolela za rakom dojke.                                                                     | [ 18 ] |
| 2003 | Anglija      | Michael Watson      | boks          | za dokončanje Londonskega maratona in »zbiranje milijonov funtov za Fundacijo za možgane in hrbtenico«, čeprav so mu predhodno dejali, da »ne bo nikoli več hodil.«                                                     | [ 20 ] |
| 2004 | Anglija      | Kirsty Howard       | —[o 2]        | za zbiranje sredstev za revne otroke v Bolnišnici Francis House preko Kirstyjinega poziva kljub neoperabilnemu srčnemu stanju.                                                                                          | [ 6 ]  |
| 2005 | Anglija      | Geoff Thomas        | nogomet       | za zbranih »več kot 150.000 funtov za raziskave levkemije« s kolesarjenjem kljub borbi z levkemijo. | [ 23 ] |
| 2006 | Anglija      | Paul Hunter         | snooker       | posmrtno prejel nagrado »kot prepoznanje njegovega poguma in odločenosti v nadaljnje igranje med borbo« z rakom. | [ 25 ] |
| 2007 | Južna Afrika | Oscar Pistorius     | atletika      | za njegova prizadevanja, da bi mu leta 2008 dovolili »dirkati tako na Poletnih olimpijskih igrah 2008 kot na Poletnih paraolimpijskih igrah 2008.«                                                                      | [ 27 ] |
| 2008 | Anglija      | Alastair Hignell    | kriket, ragbi | za zbiranje sredstev in dviganje ozaveščenosti o mulitpli sklerozi, vse odkar so mu odkrili to bolezen leta 1999. | [ 29 ] |
| 2009 | Anglija      | major Phil Packer   | —[o 3]        | za zbranih več kot 1,2 milijona funtov za dobrodelno organizacijo Help for Heroes, kljub temu da je postal paraplegik v iraški vojni.                                                                                   | [ 30 ] |
| 2010 | Anglija      | sir Frank Williams  | formula 1     | za ustanovitev moštva Williams Formula One, ki je doslej osvojilo devet konstruktorskih naslovov prvaka in sedem posamičnih naslovov prvaka, čeprav je leta 1986 utrpel nesrečo, ki mu je močno poškodovala hrbtenjačo. | [ 31 ] |

## Zastopanost po narodih
| Narod        | Število prejemnikov |
| ------------ | ------------------- |
| Anglija      | 10                  |
| Južna Afrika | 1                   |
| Wales        | 1                   |

## Zastopanost po športih
| Šport         | Število dobitnikov[o 4] |
| ------------- | ----------------------- |
| atletika      | 2                       |
| boks          | 1                       |
| formula 1     | 1                       |
| jadranje      | 1                       |
| konjske dirke | 1                       |
| nogomet       | 1                       |
| snooker       | 1                       |
| kriket        | ½                       |
| ragbi         | ½                       |
| noben šport   | 3                       |